# Jaz depe
Jaz depe (Turkmeens: Ýasy depe, Russisch: Яз-Депе, ook: Yaz Depe, Yaz Tepe of Yaz-Tappe) is een archeologische vindplaats uit de vroege ijzertijd nabij Baýramaly in Turkmenistan. Het is de typesite voor de Jazcultuur. De site werd in de jaren 1951 tot 1956 door Sovjet-archeologen onderzocht. 
De ongeveer 16 ha grote vindplaats bevindt zich in de puinwaaier van de Murghab, in het historische gebied Margiana en was waarschijnlijk het politieke centrum gedurende de voor-Achaemenidische en Achaemenidische periode.
Er werden drie fases geïdentificeerd: 
- Jaz I - C14-gedateerd op 1512-1309 v.Chr.,[2] werd gekenmerkt door handgevormd aardewerk met rode decoratie op een lichtgekleurde sliblaag, bronzen naalden en priemen met rechthoekige doorsnede
- Jaz II - de decoraties verdwenen, en het aandeel op de schijf gemaakt aardewerk nam toe, onder de vondsten bevond zich een ijzeren bijl met steeltgat
- Jaz III - onder andere een depot van ijzeren dissels en bijlen[3]

De locatie werd gedomineerd door een leemstenen citadel, omringd door een muur en gracht. Tijdens de latere perioden lijkt het belang van de citadel als administratief centrum afgenomen te zijn, mogelijk door het westwaarts verplaatsen van de Murghab. De functie van regionaal centrum werd overgenomen door de stad Merv.